# Huey Pierce Long
Huey Pierce Jr. Long (Winnfield, 30 agosto 1893 – Baton Rouge, 10 settembre 1935) è stato un politico statunitense, governatore della Louisiana dal 1928 al 1932 e senatore dal 1932 fino all'assassinio nel 1935.
Populista di sinistra, durante la grande depressione le sue proposte radicali per ridurre le disuguaglianze economiche riscossero ampi consensi tra le classi sociali più disagiate, ma furono criticate dai dirigenti di partito per demagogia e crearono tensioni tra gli avversari politici. Long ebbe un ruolo importante nell'elezione di Franklin D. Roosevelt nel 1932.
Dopo l'allontanamento da Roosevelt per le riforme del New Deal, da Long ritenute insufficienti, la sua popolarità portò a discussioni su una possibile campagna elettorale per le presidenziali del 1936, ma fu assassinato con un'arma da fuoco nel settembre 1935.

## Biografia

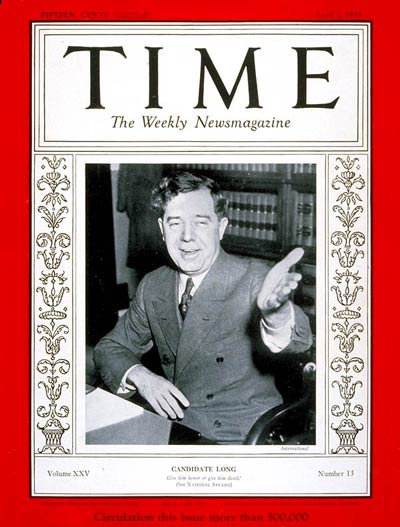
Long sulla copertina del Time

Soprannominato "The Kingfish", ricoprì la carica di quarantesimo governatore della Louisiana dal 1928 al 1932 e di membro del senato degli Stati Uniti dal 1932 fino al suo assassinio nel 1935.
Promosse le azioni note come "Share Our Wealth" (Condivisione della ricchezza) e, come capo politico dello Stato, poté contare su di un'ampia e organizzata rete di sostenitori che gli consentì di disporre di ampi poteri decisionali in merito ai provvedimenti di sua competenza. Con lui iniziò la dinastia politica della famiglia Long.
Long promosse il programma politico denominato "Share our Wealth", creato nel 1934, con il motto “ogni uomo è re". Propose nuove misure per la ridistribuzione di ricchezza sotto forma di tassa sul patrimonio netto delle società e degli individui, allo scopo di porre freno all'indigenza e al fenomeno dei senza tetto (homeless) endemico in tutti gli Stati Uniti durante la grande depressione. Il suo programma fiscale aveva lo scopo di stimolare l'economia, la spesa federale sui lavori pubblici, le scuole, gli istituti universitari e le pensioni di vecchiaia.
Critico ardente delle politiche della Riserva Federale, fu un sostenitore di Franklin Delano Roosevelt nelle elezioni presidenziali negli Stati Uniti d'America del 1932, ma ruppe con Roosevelt nel giugno 1933 per progettare la propria candidatura presidenziale nel 1936 in collaborazione con l'influente prete cattolico e conduttore radiofonico Charles Coughlin. Long fu assassinato nel 1935 e il suo movimento nazionale perse forza; la sua eredità continuò in Louisiana attraverso sua moglie, la senatrice Rose McConnell Long, e suo figlio, il senatore Russell B. Long.

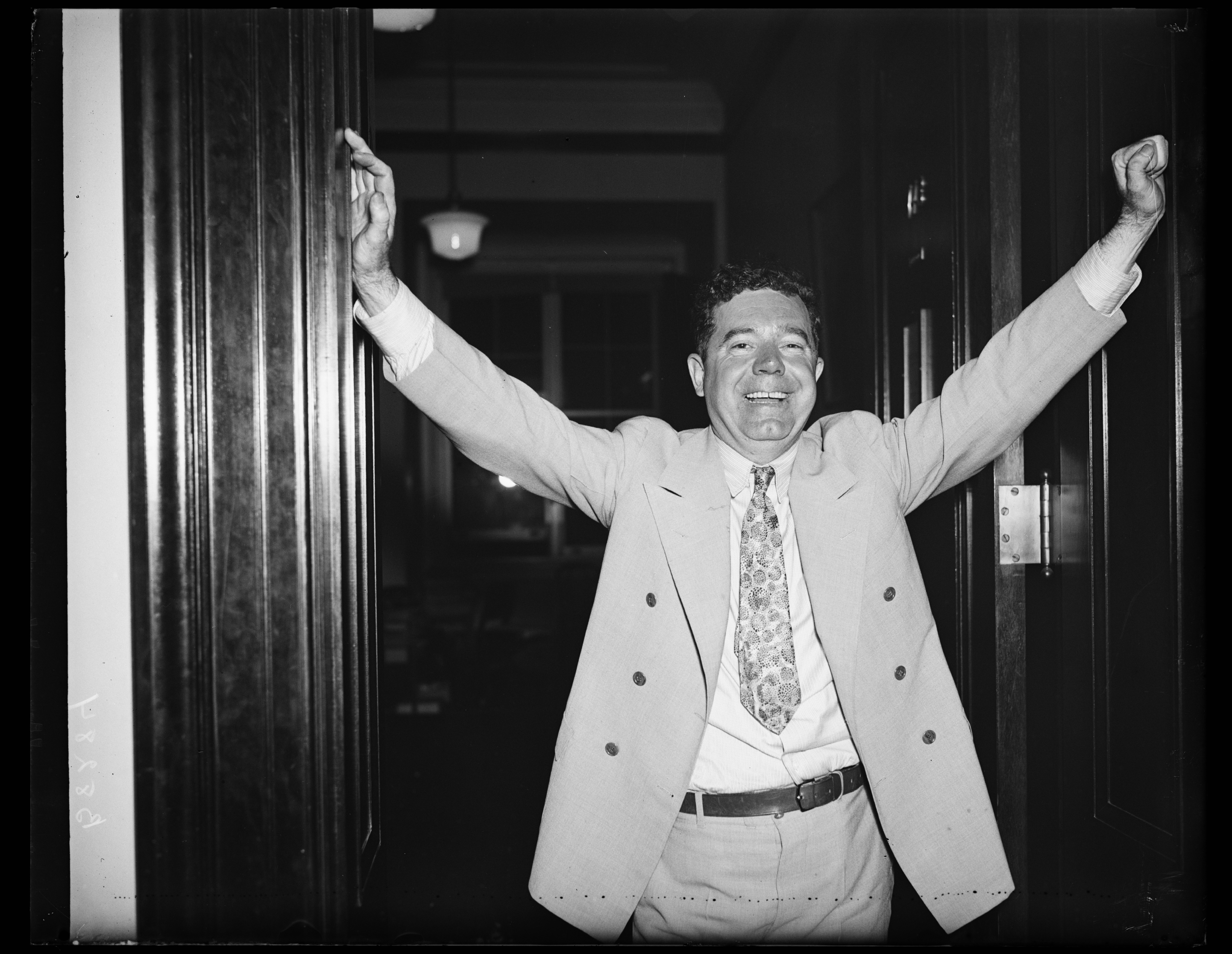
Long due settimane prima della morte

Sotto la leadership di Long furono ampliati ospedali e istituti scolastici, fu creato un sistema di ospedali della carità per garantire l'assistenza sanitaria ai poveri, fu promossa la costruzione massiccia di autostrade e di ponti senza pedaggio allo scopo di porre fine all'isolamento rurale e furono forniti gratuitamente i libri di testo agli studenti della scuola dell'obbligo.

## Riferimenti nella letteratura
- Vari critici hanno sottolineato i possibili riferimenti a Long nel romanzo Qui non è possibile (It Can't Happen Here) di Sinclair Lewis, pubblicato nel 1935 poco dopo l'assassinio dell'uomo politico.
- Per il personaggio principale del suo romanzo Tutti gli uomini del re (All the King's Men, 1946), Robert Penn Warren si è a sua volta ispirato a Huey Pierce Long.
- Nel romanzo L'ombra dello scorpione (The Stand) di Stephen King, in un colloquio tra due personaggi, quello di Huey Long viene citato come l'ultimo regime dittatoriale instaurato negli Stati Uniti.
- Nel romanzo Il paradosso del passato di Robert Silverberg, Huey Long appare come soggetto dei primi viaggi nel tempo del protagonista, come corriere temporale.